# Travis (Staten Island)
Travis es un barrio residencial e industrial en el centro-oeste de Staten Island, uno de los cinco distritos de la ciudad de Nueva York (Estados Unidos).
Limita al norte con Meredith Avenue y Victory Boulevard, al este con el Refugio de Vida Silvestre William T. Davis, al sur con Fresh Kills y al oeste con Arthur Kill. Algunos geógrafos locales clasifican a Travis como parte de la costa oeste de la isla, mientras que otros lo consideran un vecindario de Mid-Island.

## Historia
Travis es uno de los más antiguos, así como uno de los lugares más aislados y escasamente poblados de Staten Island. Allí hubo un pueblo indio llamado Jersey Wharf y, durante el período revolucionario, New Blazing Star Ferry. Fue un sitio de escaramuzas durante la Batalla de Staten Island. Fue el sitio de los transbordadores desde 1757 y fue durante décadas parte de la ruta entre Filadelfia y Nueva York a través del Port Richmond Ferry. A principios del siglo XIX, el pueblo recibió el nombre de Travisville en honor al capitán Jacob Travis. A mediados de siglo se llamó Long Neck y luego Deckertown en honor a una familia local.
En 1873, la American Linoleum Company adquirió 300 acres en el área para construir la primera fábrica de linóleo del país. El inventor del linóleo, Frederick Walton, pasó dos años en Travis montando la fábrica. Muchos inmigrantes ingleses calificados llegaron para trabajar en la fábrica en sus primeros días, y el área se llamó Linoleumville. A principios del siglo XX, se emplearon 700 trabajadores, lo que representaba la mitad de la población local. Muchos de ellos eran inmigrantes polacos y Linoleumville se había convertido en un enclave polaco. La planta cerró en 1931 y los residentes optaron por abrumadora mayoría por cambiar el nombre de la comunidad a Travis.
En años posteriores, el aislamiento de Travis se vio algo interrumpido por la construcción de West Shore Expressway y Teleport. En ocasiones, el área ha sufrido por la mala calidad del aire debido al cercano vertedero de Fresh Kills y a la Costa Química de Nueva Jersey.

## Cultura

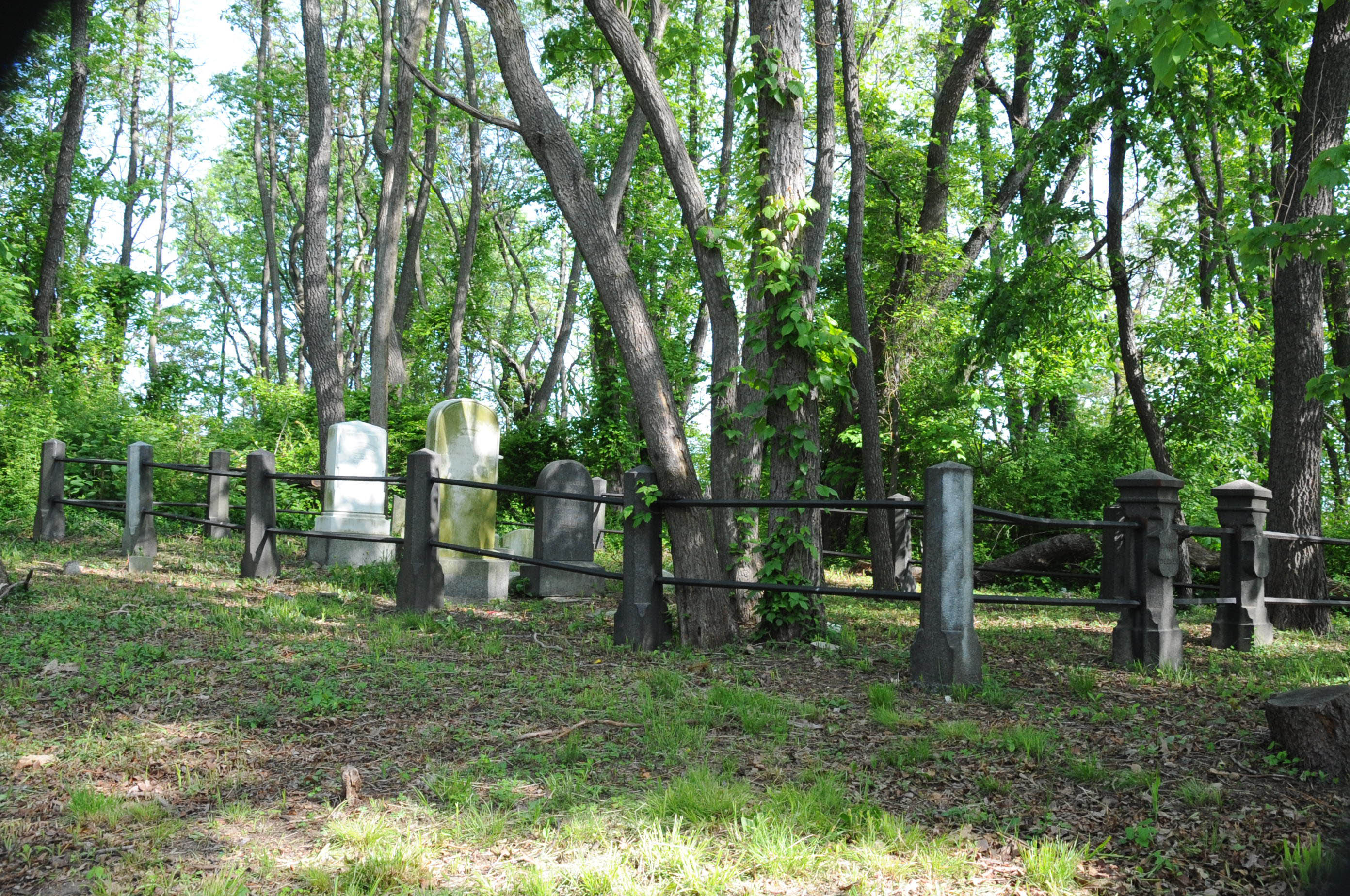
Cementerio de la arboleda de Sylvan

Travis se destaca en Staten Island por el colorido desfile anual del Día de la Independencia, que se lleva a cabo desde 1911. Muchos miembros de las familias fundadoras de la comunidad están enterrados en el cementerio de Sylvan Grove, un pequeño cementerio triangular cerca del cruce de Victory Boulevard y West Shore Expressway, que había caído en un grave desorden, principalmente debido al vandalismo. Una organización benéfica en toda la isla, los Amigos de los cementerios abandonados de Staten Island, se fundó en 1982 en un esfuerzo por restaurar este y otros cementerios pequeños en la isla que no se han utilizado durante décadas y, en algunos casos, incluso siglos. La construcción está programada para que el área al lado del cementerio se convierta en "Parque de la Independencia". Los trabajos comenzaron en noviembre de 2010.
En Travis también tiene su sede la Pequeña Liga de Mid Island, que ganó la Serie Mundial de Pequeñas Ligas de 1964. Mid Island Little League está ubicada en la intersección de Travis Avenue y Victory Boulevard.

## Infraestructuras
La década de 1980 vio una expansión del desarrollo comercial a lo largo de West Shore Expressway, incluido un gigante UA Movie and Bowling Complex; ese complejo ya no alberga una sala de cine. El West Shore Plaza también se construyó en esta zona, con la única Burlington Coat Factory de la isla como tienda ancla (antes de esto, era un mercado de pulgas, Bradlee's Store y Caldor). También parte de esta expansión fue un gran parque industrial llamado Teleport, ubicado en el extremo este de Travis. Alberga principalmente empresas dedicadas a las industrias de Internet y telecomunicaciones. Las vías de servicio de West Shore Expressway también son el sitio de comercio minorista y otros negocios.
En Travis se halla, igualmente, la FDNY Squad Company 8, que también alberga un camión de bomberos de repuesto y la Unidad de incendios de matorrales 4. También protege a Travis una de las últimas casas de bomberos voluntarios en la ciudad, y la segunda en Staten Island, Oceanic H&L Company No. 1. Oceanic se formó en 1881, lo que la convierte en una de las casas de bomberos voluntarios más antiguas del país. La estación de bomberos en sí estaba ubicada al otro lado de la ciudad y se trasladó a caballo por Victory Boulevard hasta donde se encuentra hoy.
La construcción del complejo de cines de la UA ha cambiado radicalmente a Travis durante la última década. Los patrones de tráfico han cambiado junto con el nuevo desarrollo de viviendas. Muchas de las casas más antiguas que se encontraban en grandes terrenos están siendo demolidas y reemplazadas por nuevas casas en hilera. Incluso con este auge de la construcción, Travis ha conservado muchas de las características que la convirtieron en la última frontera de Staten Island. Todavía en pie se encuentra la antigua Confitería Tennyson's. Ahora es una tienda de globos y fiestas, pero una vez tuvo una tienda de dulces que estuvo en funcionamiento durante casi cien años. Está ubicado frente a la estación de bomberos Oceanic Hook and Ladder y era un lugar de reunión popular para los lugareños y los bomberos. Propiedad de "Snappy" Ed Tennyson, llamado así porque se movía muy lentamente, pasó a manos de su yerno, Robert Minto, Jr., quien dirigió la tienda casi hasta su muerte en 1986.

## Transporte
El término occidental de Victory Boulevard, una vía importante en Staten Island, está en Travis. Establecida en 1816 por Daniel D. Tompkins como Richmond Turnpike, esta carretera fue "promovida como la ruta más rápida de Nueva York a Filadelfia". En esta carretera, las rutas S62   servicio de autobús a lo largo de la costa norte de la isla hasta College of Staten Island y St. George Ferry Terminal.  Un ferry que cruzaba Arthur Kill unía a Travis con Carteret, Nueva Jersey. Dejó de funcionar en 1929. Sin embargo, un ferry de pasajeros permaneció en funcionamiento hasta mediados de la década de 1960.
Travis cuenta con trenes de carga en la Rama Travis del Ferrocarril de Staten Island, que conduce a la Terminal de Contenedores Howland Hook y la Rama North Shore.
Travis también cuenta con un servicio de autobús expreso directo desde y hacia Manhattan durante las horas pico. El SIM32 recorre el Victory Boulevard. El e SIM2, SIM22, SIM23, SIM24, SIM25 y SIM26 circulan por el West Shore Expressway, pero solo el SIM2, SIM25 y SIM26 hacen paradas en Travis a lo largo de West Service Road (hacia el sur) y East Service Road (hacia el norte). 

## Educación
En Travis se encuentra la Escuela Pública nº 26 del Departamento de Educación de la Ciudad de Nueva York. A principios de 2020, los planes para una nueva escuela primaria de 476 asientos entraron en el proceso de revisión pública, según lo anunció el presidente del condado, James Oddo.